# Бисэнто
Бисэнто (яп. 眉尖刀 бисэнто:) — японское холодное оружие с длинной рукоятью, редкая разновидность нагинаты.
Бисэнто отличается от нагинаты бо́льшим размером и другим стилем обращения. Этим оружием работают обязательно с широким хватом, задействуя оба конца, при том, что ведущая рука должна находиться около гарды.
Есть и преимущества стиля борьбы с бисэнто над стилем борьбы с нагинатой. В бою спинка клинка бисэнто, в отличие от нагинаты, может не только отбивать и отводить удар, но и надавливать, и контролировать. Бисэнто тяжелее нагинаты, поэтому его рубящие удары в большой степени проносные, чем фиксированные. Они наносятся со значительно большим размахом. Бисэнто может с лёгкостью отрубить голову как человеку, так и лошади, что с нагинатой сделать не так просто. Вес меча играет роль как в пробивном, так и в толчковом свойстве.
Есть мнение, что идею этого оружия японцы взяли у китайских мечей.